# Mapy Google
Mapy Google (anglicky Google Maps) jsou internetová mapová aplikace a technologie poskytována zdarma (pro nekomerční použití) společností Google, která pohání mnoho mapových služeb včetně stránek Map Google, Google Ride Finder, Google Transit a mapy vložené na internetové stránky třetích stran za použití Google Maps API. Služba nabízí mapy ulic, panoramatické snímky ulic (Street View), plánovač cest pro cestování pěšky, automobilem nebo veřejnou dopravou a polohu podniků v mnoha zemích po celém světě. Podle jednoho z tvůrců (Lars Rasmussen), Mapy Google „jsou způsob, jak zorganizovat světové geografické informace.“
Mapy Google používají Mercatorovo zobrazení (ve kterém nelze věrně zobrazit oblasti kolem pólů), od srpna 2018 je možné používat i glóbové zobrazení stejně jako Google Earth, což je samostatný program pro Microsoft Windows, Mac OS X, Linux, SymbianOS, Android a také iPhone OS. Mapy Google však v určitých místech bývají velice nepřesné, a to především v tropických, pouštních a polárních oblastech.

## Satelitní pohled
Mapy Google nabízejí satelitní snímky ve vysokém rozlišení mnoha městských oblastí v Kanadě a ve Spojeném království, ale také v USA (včetně Havaje, Aljašky, Portorika a Amerických Panenských ostrovech), Austrálii a mnoha dalších zemí.
Některé vlády si stěžují na potenciální hrozbu použití map teroristy pro plánování svých útoků. Google proto rozmazal některé oblasti (hlavně ve Spojených státech amerických), včetně například oblasti United States Naval Observatory, kde je oficiálně umístěna rezidence Viceprezidenta Spojených států amerických, a dříve též Kapitol Spojených států amerických a Bílý dům, který měl zamazanou střechu. Další známé vládní stavby včetně Area 51 v nevadské poušti jsou viditelné. Ne všechny satelitní snímky jsou ve stejném rozlišení. Místa s menší populací nejsou obvykle pokryta stejně kvalitně jako zalidněnější oblasti. V některých oblastech jsou záplaty míst, kde byly na snímcích mraky, což někdy vypadá poněkud zmatečně.
Ačkoliv Google používá výraz „satelitní“, mnoho snímků ve vysokém rozlišení jsou ve skutečnosti letecké fotografie.
Existuje zjednodušená verze, která nabízí pouze satelitní snímky, a verze se 3D-zobrazením. V České republice jsou zatím ve 3D Praha, Brno, Ostrava, Pardubice, Olomouc, Plzeň, České Budějovice, Liberec, Havířov, Šenov, Petřvald (okres Karviná), Orlová. Bohumín, Jablonec nad Nisou, Český Krumlov, Mikulov, Zlín a Otrokovice.

## Funkčnost

### Seznamy firem
Google shromažďuje výpisy firem z několika online i offline zdrojů. Aby se snížila duplicita v indexu, algoritmus Google automaticky slučuje výpisy na základě adresy, telefonního čísla nebo geokódu. Google umožňuje majitelům firem vytvářet a ověřovat vlastní firemní údaje prostřednictvím firemního profilu Google, dříve Google My Business.

### Obrázek v úhlu 45°
V prosinci 2009 Google představil nové zobrazení sestávající z leteckých snímků pod úhlem 45°, které nabízí "pohled na města z ptačí perspektivy". Jako první byla k dispozici města San Jose a San Diego. Zpočátku byla tato funkce dostupná pouze vývojářům prostřednictvím rozhraní Google Maps API.

### Moje mapy
"Moje mapy" je funkce v Mapách Google spuštěná v dubnu 2007, která umožňuje uživatelům vytvářet vlastní mapy pro osobní použití nebo sdílení. Uživatelé mohou na Mapy Google přidávat body, čáry, tvary, poznámky a obrázky pomocí editoru WYSIWYG. Aplikace pro systém Android pro Moje mapy, původně vydaná v březnu 2013 jako Google Maps Engine Lite, byla k dispozici až do jejího odstranění z Obchodu Play v říjnu 2021.

### Místní průvodci Google
Místní průvodci Google je dobrovolnický program, který spustily Mapy Google a který umožňuje uživatelům po registraci přispívat do Map Google. Za spolupráci tak někdy získávají další výhody. Uživatelé mohou dosáhnout úrovně 1-10 a být odměněni odznaky. Program je částečně nástupcem programu Google Map Maker, protože funkce z předchozího programu byly integrovány do webových stránek a aplikace.

## Partneři
Google spolupracuje s celosvětovou sítí partnerů, kteří pomáhají využívat služby Google. Mezi oficiální partnery Google Cloud v České republice patří např. společnost Cloudfresh, která se specializuje na poskytování integrovaných cloudových řešení a služeb založených na technologiích Google.